# Gu d'Héripré
Gu d'Héripré, född 29 februari 2016, är en fransk varmblodig travhäst som tränas av Fabrice Souloy sedan 2021. Tidigare tränades han av Philippe Billard. Han körs av Franck Nivard.
Gu d'Héripré började tävla i mars 2019 och inledde med en diskvalificering och sedan tog han sin första seger i tredje starten. Han har till september 2022 sprungit in 894 100 euro på 36 starter, varav 15 segrar, 6 andraplatser och 4 tredjeplatser. Karriärens hittills största seger kom i Critérium Continental (2020).
Gu d'Héripré har även segrat i Prix Charles Tiercelin (2020), Prix Éphrem Houel (2020), Prix Phaeton (2020), Prix Jules Thibault (2020), Prix Octave Douesnel (2020), Prix Henri Levesque (2021), Prix Chambon P (2022) och Prix de Bourgogne (2024). Han har kommit på andraplats i Critérium des 3 ans (2019), Prix de Tonnac-Villeneuve (2020), Critérium des 4 ans (2020) samt på tredjeplats i bland andra Prix Marcel Laurent (2020), Prix d'Amérique (2021) och Prix Jean Riaud (2022).
Gu d'Héripré var årskullens bästa häst i Europa som fyraåring 2020 och har inlett sin femåringssäsong genom att bland annat komma trea i Prix d'Amérique.

## Karriär

### Tiden som unghäst
Gu d'Héripré inledde karriären hos sin tränare Philippe Billard där han började tävla som treåring. Debuten skedde den 13 februari 2019 på travbanan Caen då han kördes av Billard i ett lopp som vanns på tiden 1'16"6.  Därefter tog Gu d'Héripré en andraplats, han tog sin första vinst i sin tredje start.
Gu d'Héripré började därefter att stapla upp segrar efter galoppen i fjärde starten. Under treåringssäsongen 2019 vann hästen 6 av 10 starter. Han kom på andra plats i treåringskriteriet Critérium des 3 ans på Vincennesbanan (franska motsvarigheten till Svenskt Trav-Kriterium).
Det var inte förrän under fyraåringssäsongen han blommade ut då han vann storlopp som Prix Charles Tiercelin, Prix Octave Douesnel, Prix Phaeton och Critérium Continental samt ett uttagningslopp till 2020 års Grand Prix l'UET. Han tog en andraplats i Critérium des 4 ans bakom vinnande Gunilla d'Atout som var den hästen som vann över honom i Critérium des 3 ans.

### Säsongen 2021
Genom vinsten i Critérium Continental fick han en direktplats till 2021 års Prix d'Amérique, där han slutade på tredjeplats bakom vinnande Face Time Bourbon och tvåan Davidson du Pont. Han startade i Prix Robert Auvray den 27 mars där han kom på andraplats bakom hästen Gelati Cut men den 17 april 2021 fick han sin revansch i femåringsloppet Prix Henri Levesque då han slog hästen Gelati Cut som är inbjuden till Paralympiatravet 2021. Den 22 april 2021 meddelade fransk travsport att den tidigare tränaren Fabrice Souloy skulle få tillbaka sin tränarlicens trots dopningsskandaler som han blev dömd för. Det skulle ha inneburit en tioårig avstängning men blev bara fyra år. Direkt efter att han fick tillbaka tränarlicensen fick han 73 hästar skrivna på sin tränarlista, bland andra Gu d'Héripré. Den 1 maj 2021 meddelade Fabrice Souloy att Gu d'Héripré har skadats efter att han ridtränats och han förmodligen måste vara borta en och en halv månad då han fått en spricka i ena bakbenet. Men hans tränare meddelade att han fortfarande skulle matchas mot säsongens stora mål femåringskriteriet Critérium des 5 ans som avgjordes den 9 september 2021 och skulle därefter siktas mot det Franska vintermeetinget 2021/2022.

## Statistik

### Större segrar
| År   | Lopp                   | Kusk                  | Vinstbelopp | Grupp   |
| ---- | ---------------------- | --------------------- | ----------- | ------- |
| 2020 | Prix Charles Tiercelin | Franck Nivard         | 54 000 EUR  | Grupp 2 |
| 2020 | Prix Phaeton           | Franck Nivard         | 54 000 EUR  | Grupp 2 |
| 2020 | Prix Jules Thibault    | Franck Nivard         | 54 000 EUR  | Grupp 2 |
| 2020 | Prix Octave Douesnel   | Franck Nivard         | 54 000 EUR  | Grupp 2 |
| 2020 | Critérium Continental  | Franck Nivard         | 108 000 EUR | Grupp 1 |
| 2021 | Prix Henri Levesque    | Franck Nivard         | 54 000 EUR  | Grupp 2 |
| 2022 | Prix Chambon P         | Jean-Philippe Monclin | 54 000 EUR  | Grupp 2 |

## Stamtavla
| Efter Coktail Jet       | Quouky Williams | Fakir du Vivier | Sabi Pas         |
| Efter Coktail Jet       | Quouky Williams | Fakir du Vivier | Ua Uka           |
| Efter Coktail Jet       | Quouky Williams | Dolly Williams  | Pacha Grandchamp |
| Efter Coktail Jet       | Quouky Williams | Dolly Williams  | Quassia Williams |
| Efter Coktail Jet       | Armbro Glamour  | Super Bowl      | Star's Pride     |
| Efter Coktail Jet       | Armbro Glamour  | Super Bowl      | Pillow Talk      |
| Efter Coktail Jet       | Armbro Glamour  | Speedy Sug      | Speedy Count     |
| Efter Coktail Jet       | Armbro Glamour  | Speedy Sug      | Sug              |
| Undan Vedetta d'Héripré | Orlando Vici    | Quadrophenio    | Dekeel           |
| Undan Vedetta d'Héripré | Orlando Vici    | Quadrophenio    | Haltea la Biche  |
| Undan Vedetta d'Héripré | Orlando Vici    | Irlande du Nord | Workaholic       |
| Undan Vedetta d'Héripré | Orlando Vici    | Irlande du Nord | Querbella        |
| Undan Vedetta d'Héripré | Harmony Blue    | Blue Dream      | Pershing         |
| Undan Vedetta d'Héripré | Harmony Blue    | Blue Dream      | Frisonne         |
| Undan Vedetta d'Héripré | Harmony Blue    | Valse d'or      | Florestan        |
| Undan Vedetta d'Héripré | Harmony Blue    | Valse d'or      | Nera             |